# Richard Nathschläger
Richard Nathschläger (* 24. Mai 1904 in Wien; † 27. März 1979) war ein österreichischer Politiker (ÖVP), Wiener Landtagsabgeordneter und Mitglied des Gemeinderats sowie Amtsführender Stadtrat.
Nathschläger studierte an der Hochschule für Welthandel in Wien und wurde Disponent der Österreichisch-Alpine Montangesellschaft in Wien. Er engagierte sich ab 1932 im Bund christlicher Arbeiter und Angestellter und wurde 1937 als Angestelltenvertreter in der Wiener Bürgerschaft. Nach der Machtübernahme der Nationalsozialisten wurde Nathschläger gekündigt und war in der Folge bis 1939 als Hilfsarbeiter tätig. Danach wurde er Betriebsrechnungschef bei der Firma Petravic & Co. Nach dem Ende des Krieges wurde Nathschläger erneut in die Generaldirektion der Österreichisch-Alpine Montangesellschaft eingestellt.
Nathschläger wurde 1945 in den Landtag und Gemeinderat von Wien gewählt, dem er bis 1959 angehörte. Er war zwischen dem 25. März 1949 und dem 29. September 1950 Amtsführender Stadtrat für Wirtschaftsangelegenheiten und zwischen dem 29. September 1950 und dem 11. Dezember 1959  Amtsführender Stadtrat für Städtische Unternehmungen. Nach seinem Tod wurde Nathschläger auf dem Hietzinger Friedhof bestattet.
Nathschläger war ab 1928 verheiratet und war Vater zweier Söhne (* 1930 bzw. 1937).

## Auszeichnungen und Ehrungen (Auszug)
- Großes Goldenes Ehrenzeichen für Verdienste um die Republik Österreich (1960)